# Equació del díode de Shockley

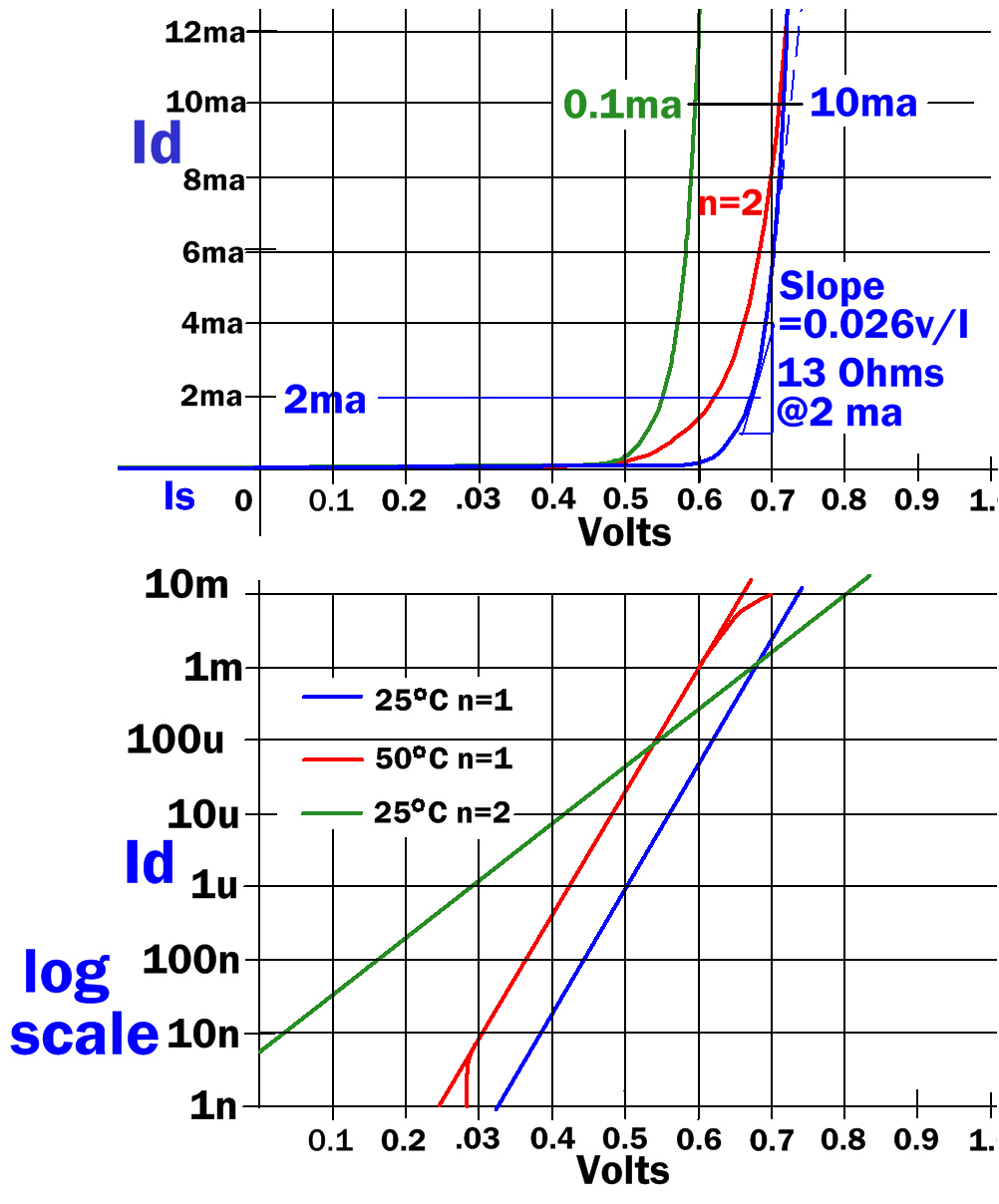
Gràfic de llei del díode, mostra la relació de voltatge i corrent d'un díode ideal.

L'equació del díode de Shockley o la llei del díode, anomenada segons el coinventor del transistor William Shockley de Bell Telephone Laboratories, dona la característica I–V (tensió actual) d'un díode idealitzat en polarització directa o inversa (tensió aplicada):
{\displaystyle I=I_{\mathrm {S} }\left(e^{\frac {V_{\text{D}}}{nV_{\text{T}}}}-1\right)}
on
I és el corrent del díode,
IS és el corrent de saturació de polarització inversa (o corrent d'escala), depén de la temperatura de la unió ({\displaystyle I_{S}(T)\approx 10^{-12}...10^{-6}A}).
VD és la tensió a través del díode,
VT és la tensió tèrmica kT / q (constant de Boltzmann per temperatura dividida per la càrrega d'electrons) i
n és el factor d'idealitat, també conegut com a factor de qualitat o de vegades coeficient d'emissió, depenent del procés de fabricació del díode i que sol adoptar valors entre 1 (pel germani) i de l'ordre de 2 (pel silici).

Corba característica del díode rectificador 1N4001(s'aplica al 1N4001 o el 1N4007), cal observar la variació amb la temperatura.

L'equació s'anomena equació del díode ideal de Shockley quan n, el factor d'idealitat, s'estableix igual a 1. El factor d'idealitat n sol variar d'1 a 2 (encara que en alguns casos pot ser més elevat), depenent del procés de fabricació i del material semiconductor i s'estableix igual a 1 en el cas d'un díode "ideal" (per tant, de vegades s'omet la n). El factor d'idealitat es va afegir per tenir en compte les unions imperfectes tal com s'observa als transistors reals. El factor explica principalment la recombinació de portadors a mesura que els portadors de càrrega creuen la regió d'esgotament.
La tensió tèrmica V T és d'aproximadament 25,852 mV a 300 K (27 °C; 80 °F). A una temperatura arbitrària, és una constant coneguda definida per:
{\displaystyle V_{\text{T}}={\frac {kT}{q}}\,,}
on k és la constant de Boltzmann, T és la temperatura absoluta de la unió p–n i q és la magnitud de càrrega d'un electró (la càrrega elemental).
El corrent de saturació inversa, I S, no és constant per a un dispositiu determinat, sinó que varia amb la temperatura; generalment més significativament que V T, de manera que V D normalment disminueix a mesura que augmenta T.
L'equació del díode de Shockley no descriu l'"anivellament" de la corba I–V amb un alt biaix cap endavant a causa de la resistència interna. Això es pot tenir en compte afegint una resistència en sèrie.
Fins i tot per a tensions de polarització directe més aviat petites, l'exponencial és molt gran, ja que la tensió tèrmica és molt petita en comparació. L''1' restant a l'equació del díode és llavors insignificant i el corrent del díode directe es pot aproximar per
{\displaystyle I=I_{\text{S}}e^{\frac {V_{\text{D}}}{nV_{\text{T}}}}}